# I Spit Ashes
I Spit Ashes ist eine deutsche melodische Death-Metal-Band aus Pegnitz in Oberfranken.

## Geschichte
Im Frühjahr 2007 von Emanuel Seis (Gitarre), Bernhard Lindner (Gitarre) und Florian Knauer (Schlagzeug) gegründet, brachte I Spit Ashes nach einigen Besetzungswechseln mit Benjamin Müller (Bass) und Benedikt Rathsmann (Gesang) 2010 die Demo-EP State of the Art heraus. Zum Zeitpunkt des offiziellen Releases war Florian Knauer bereits durch Daniel Lammich ersetzt worden. In diesem Line-Up wurden von 2010 ab einige Konzerte gespielt, u. a. mit Dark Tranquillity und Insomnium. Im Sommer 2011 folgte die Aufnahme des Debütalbums Inhaling Blackness – Reflecting Light mit Kristian Kohlmannslehner in dessen Kohlekeller Studios. Im Winter 2011 gab die Band bekannt, bei Massacre Records unter Vertrag zu stehen. Inhaling Blackness - Reflecting Light wurde am 24. August 2012 veröffentlicht. Das zweite Album der Band 99942 erschien am 25. April 2015 über Hell Awaits Records/FDC Media.

## Stil
Musikalisch orientieren sich I Spit Ashes neben den üblicherweise gespielten Bandparts (dominiert von brachial inszenierten Riffs und rhythmischen Drumming) an stark ausgeprägtem Synthesizer und blockbusterähnlichem Soundtracksampling, die ebenso vollwertiger Bestandteil des Soundbildes sind.
Textlich befassen sich I Spit Ashes mit futuristischen Kunstmärchen, Fragen der Existenz, kosmische Ordnungen wie Leben, Tod und Gott aber auch Dystopien und apokalyptische Themen, welche meist in zukünftigen Szenarien ausgedrückt werden. Die Texte lassen Interpretationsspielraum und verzichten auf eindeutige Wertungen von Gut und Böse. Darüber hinaus neigt die Band oft zu Pathos, wie er in Science-Fiction- und Endzeitfilmen der Fall ist.

## Show
Live spielt die Band mit extra angefertigtem Bühnenbild und eifert ebenso visuell dem beschriebenen Klangbild mit Metall, futuristischen Akzenten und Licht nach. Dabei kommen auch Spezialeffekte wie CO2-Kanonen und Pyroeffekte zum Einsatz.

## Diskografie
- 2010: State of the Art (Demo-EP)
- 2012: Inhaling Blackness - Reflecting Light (Album; Massacre Records)
- 2013: World on Fire (Download-Single)
- 2015: 99942 (Album; Hell Awaits Records)

## Videos
- 2010: World on Fire
- 2012: Crossing the Borderline
- 2013: Error Concept I